# Jeløya
Jeløya ist eine Insel in der norwegischen Kommune Moss in der Provinz Østfold.

## Geschichte
Jeløya war bis zum Bau des Mossekanalen im Jahr 1855 eine Halbinsel. Danach war die Brücke über den Kanal die Verbindung zwischen Jeløya und dem Festland von Moss. Zunächst eine niedrige Brücke wurde sie 1957 durch eine Klappbrücke ersetzt, deren Öffnung jedoch in den frühen 1990er Jahren ausgesetzt wurde. Ein Teil der Stadt Moss liegt auf dem südöstlichen Teil von Jeløya.
Mit 19 km² ist Jeløya die größte Insel im Oslofjord. Jeløya besteht zum Großteil aus jungem Lavagestein aus dem Perm. Andere Inseln im Oslofjord, einschließlich Revlingen, Eldøya, Missingene und Søsterøyene, entstanden im gleichen Zeitraum. Ringerikesandstein wurde in einigen Teilen der Insel ausgemacht und fossile Cephalaspidomorphi wurden gefunden. Die größte norwegische Moräne aus der Eiszeit kreuzt Jeløya, geht über zum Osten von Moss und Rygge und zieht sich weiter von Schweden bis nach Finnland.
Bis in die 1990er Jahre waren zwei von Moss’ größten Industriegebieten – Moss Glassverk und Moss Verft – auf dem südlichen Teil von Jeløya. Das Moss Glassverk produzierte von 1898 bis 1999 Container. Die Moss Verft wurde 1870 gegründet und aktiv im Schiffbau bis 1987 und war bis dato einer der größten Arbeitgeber in der Kommune. Diese Gebiete werden nun in teure Appartements und nachindustrielle Geschäfte gewandelt. Jeløya ist heute wohlbekannt für seine Strände, seine Aussicht, einen oft angefahrenen Hafen und eine von Norwegens bekanntesten Kunstgalerien, die  Galleri F 15 bei Alby.

## Galerie

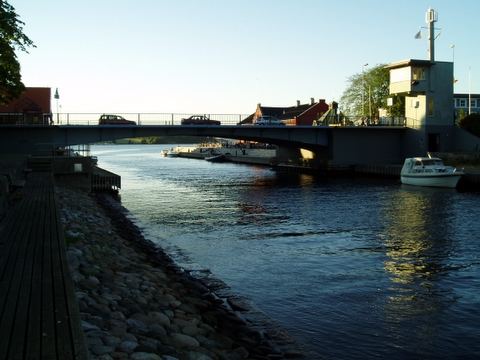
Kanalbrücke
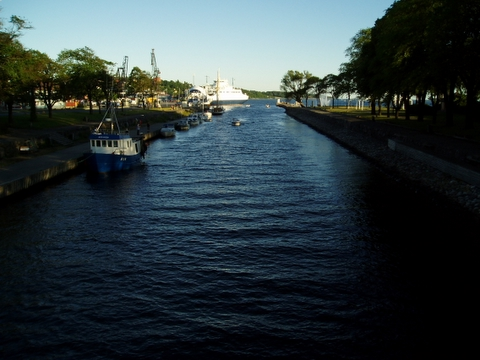
Mosskanal
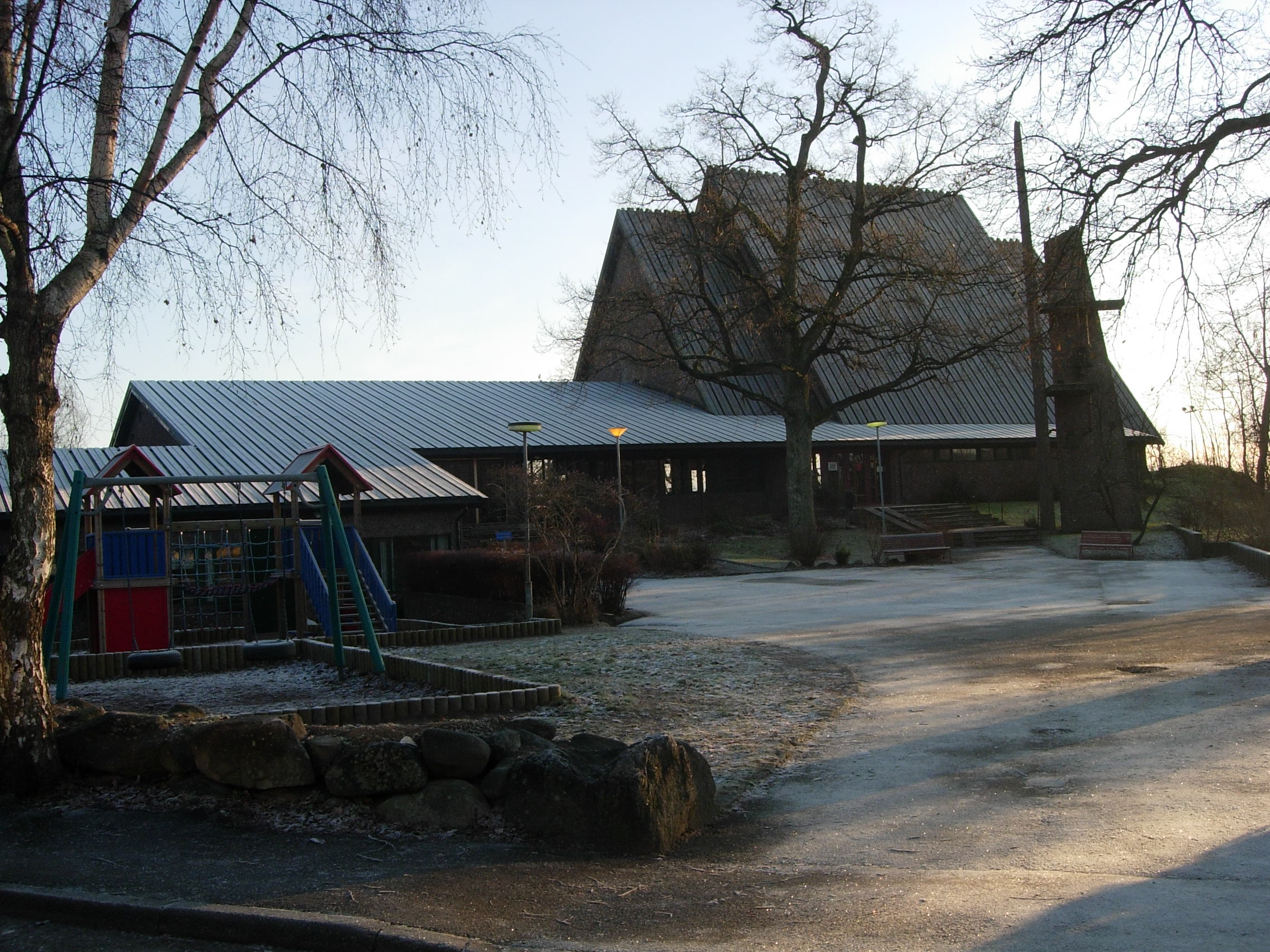
Jeløykirche
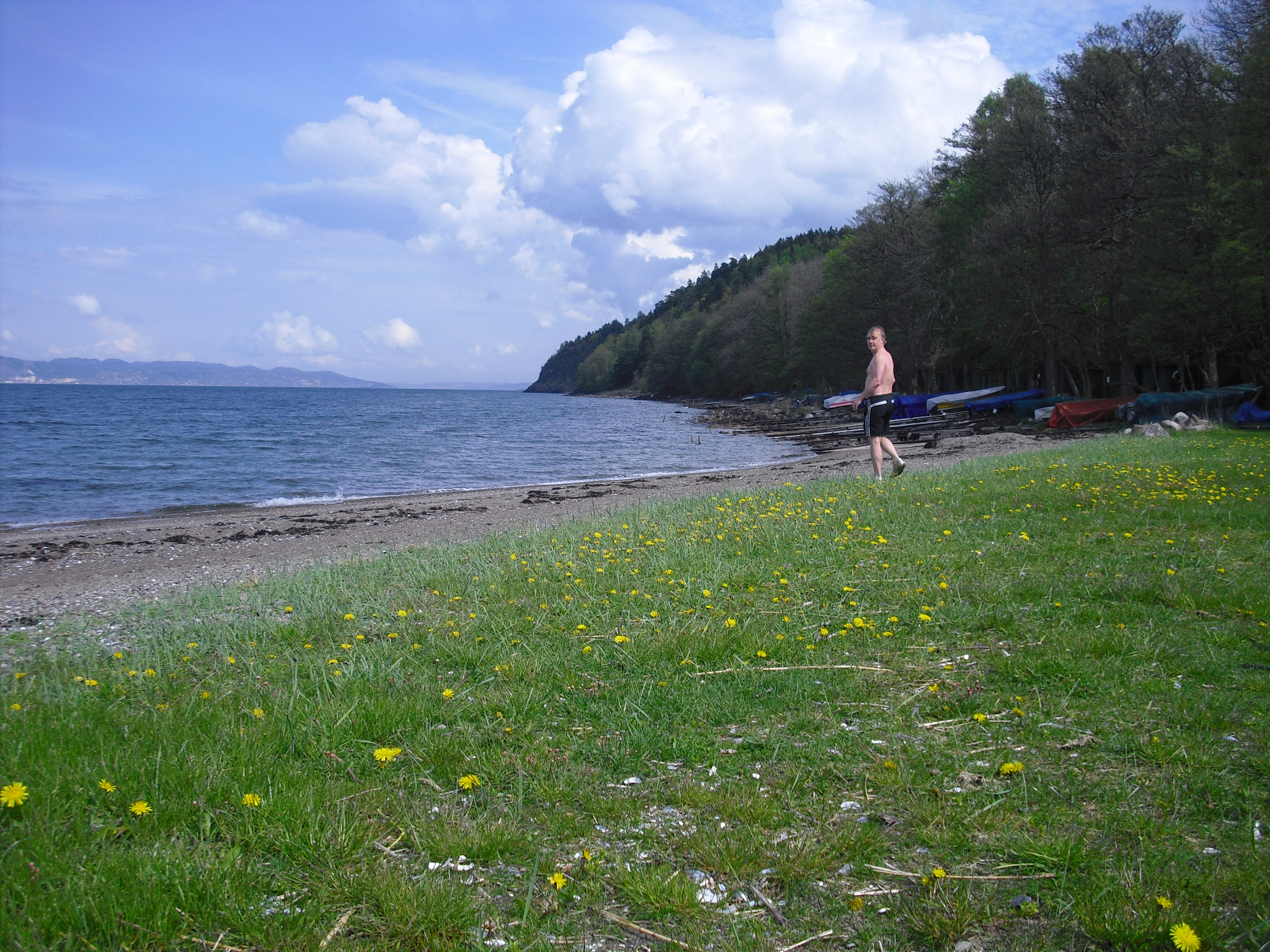
Refsnesstrand

## Endnoten
1. ↑  Jeløy  (Byguiden.no) (Memento vom 13. August 2011 im Internet Archive)
2. ↑  Dette er Norges beste strender. auf aftenposten.no (Seite nicht mehr abrufbar, festgestellt im April 2018. Suche in Webarchiven)  Info: Der Link wurde automatisch als defekt markiert. Bitte prüfe den Link gemäß Anleitung und entferne dann diesen Hinweis. Artikel in der Aftenposten vom 5. Juni 2012
3. ↑  Harald Bjorvand und Fredrik Otto Lindeman: Über ‚Schaum‘ und ‚Getöse‘ und Namen von Inseln‚ Seen und Fjorden. In: Historische Sprachforschung 2007, S. 120.
4. ↑  Galleri F 15 (Fylkesgalleriet Punkt)